# Iglesia de la Santísima Trinidad (Caracas)
La Iglesia de la Santísima Trinidad de Caracas, es una iglesia bicentenaria de Venezuela. Inicia su construcción el 5 de agosto de 1744 y fue inaugurada el 15 de julio de 1781. Fue destruida durante el terremoto del 26 de marzo de 1812. Su constructor fue Juan Domingo del Sacramento Infante. Hoy sobre los que fueron sus ruinas se halla la sede del Panteón Nacional de Venezuela.

## Reseña histórica

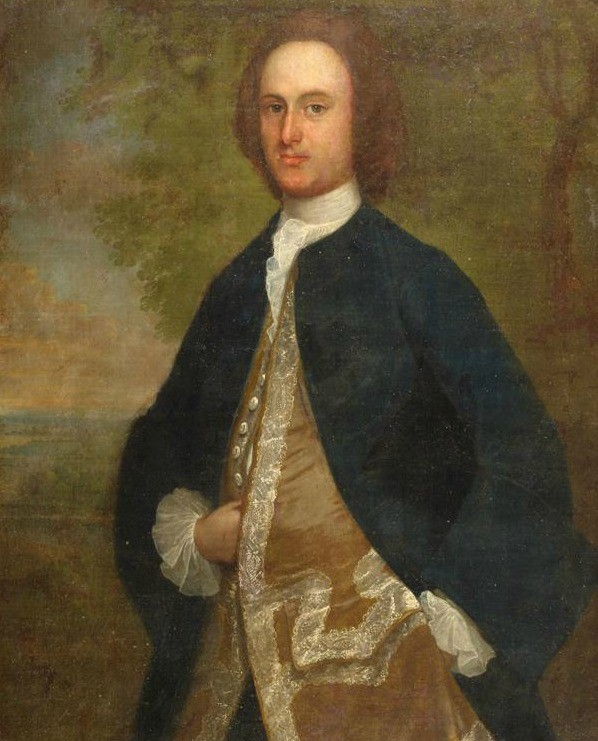
Juan Vicente Bolívar y Ponte

La construcción de la Iglesia de la Santísima Trinidad se inicia el 5 de agosto de 1744 y fue inaugurada el 15 de julio de 1781, la obra se atribuye a Juan Domingo del Sacramento Infante, fiel devoto de la Santísima Trinidad. La edificación fue completada por el fruto del trabajo de Infante, de las limosnas los feligreses y el ayuntamiento de Caracas. Luego de 36 años, el coronel Juan Vicente Bolívar y Francisco Rodríguez del Toro IV Marqués del Toro donaron solares para que la obra quedase finalizada en 1780. Juan Infante muere el 12 de diciembre de 1780, sus restos fueron enterrados en el altar mayor de la Iglesia, por orden del primer capellán, el presbítero Santiago Castro.
Luego de 31 años, el 26 de marzo de 1812, ocurre un terremoto que destruyó la ciudad de Caracas y gran parte de la poblados de Venezuela, quedando en ruinas a la iglesia.
Después de su destrucción en 1812, la iglesia tuvo varios intentos de ser reconstruida, resultando infructuosos. En 1874 el presidente Antonio Guzmán Blanco, firma un decreto donde expropia el terreno de la iglesia para convertirla en lo que hoy es el Panteón Nacional de Venezuela

### Simón Bolívar y la iglesia de la Santísima Trinidad

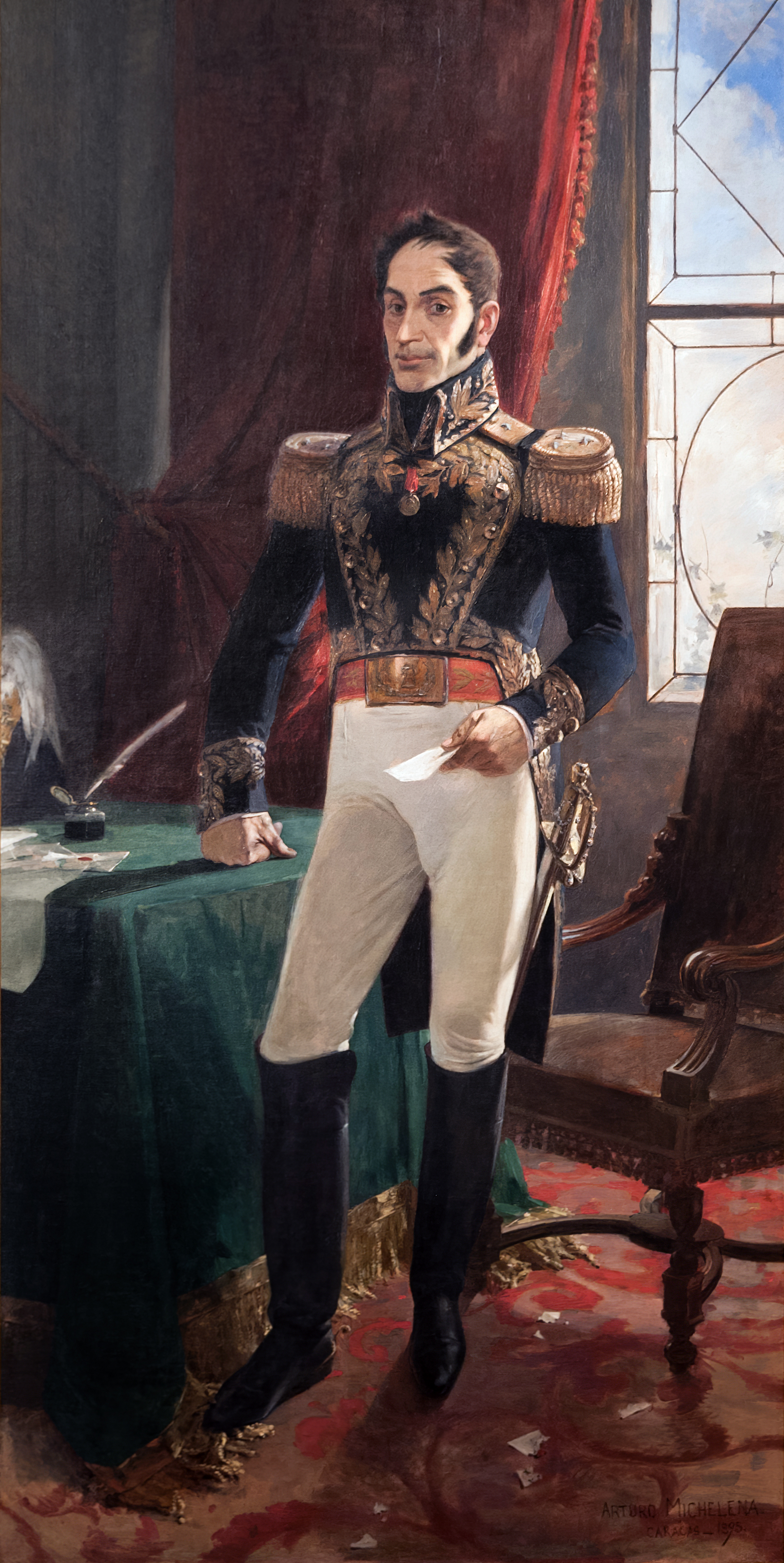
Simón Bolívar

Simón Bolívar y su familia están vinculados con la iglesia, pues su padre Juan Vicente Bolívar y Ponte contribuyó a la culminación de la obra. Posteriormente, a Simón Bolívar se le asocia con la iglesia de la Santísima Trinidad, debido a que los tres meses fue llevado a la Iglesia de la Santísima Trinidad para el bautismo. Tiempo después tomó su primera comunión de manos del obispo Mariano Marti. Posteriormente, en 1827, en su última visita a Caracas estuvo en donde se encontraban los escombros de la iglesia como consecuencia del terremoto de 1812. En el año 1842, sus restos son llevados a Venezuela, y antes de ser depositados en la iglesia San Francisco, estuvieron una noche en la iglesia.

## Capilla Santísima Trinidad
Tras la edificación del Panteón Nacional de Venezuela, la feligresía de la zona se organizó para edificar una Capilla, ubicada en la esquina de La Fe. Una Rectoría perteneciente a la Parroquia Altagracia. En la primera década del siglo XXI fue asistida por los integrantes del Oratorio Arquidiocesano San Felipe Neri.

## Parroquia Santísima Trinidad
En el año 1963 un grupo de Sacerdotes de la Sociedd de San Edmundo se establece en Prados del Este, asignándole al templo el patronazgo de Santísima Trinidad, con categoría de Parroquia adscrita a la Arquidiócesis de Caracas.